# Roberto Clemente Award
Roberto Clemente Award – nagroda nadawana corocznie w Major League Baseball za działalność charytatywną. Początkowo jako Commissioner's Award, jednak dwa lata później jej nazwę zmieniono na cześć Portorykańczyka Roberto Clemente, który zginął tragicznie w katastrofie samolotu z pomocą humanitarną dla ofiar trzęsienia ziemi w Nikaragui w grudniu 1972 roku.

## Zdobywcy nagrody

### Legenda

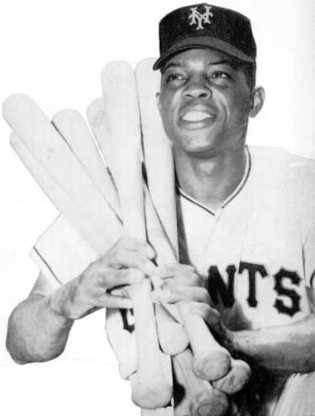
Willie Mays - pierwszy zdobywca nagrody.

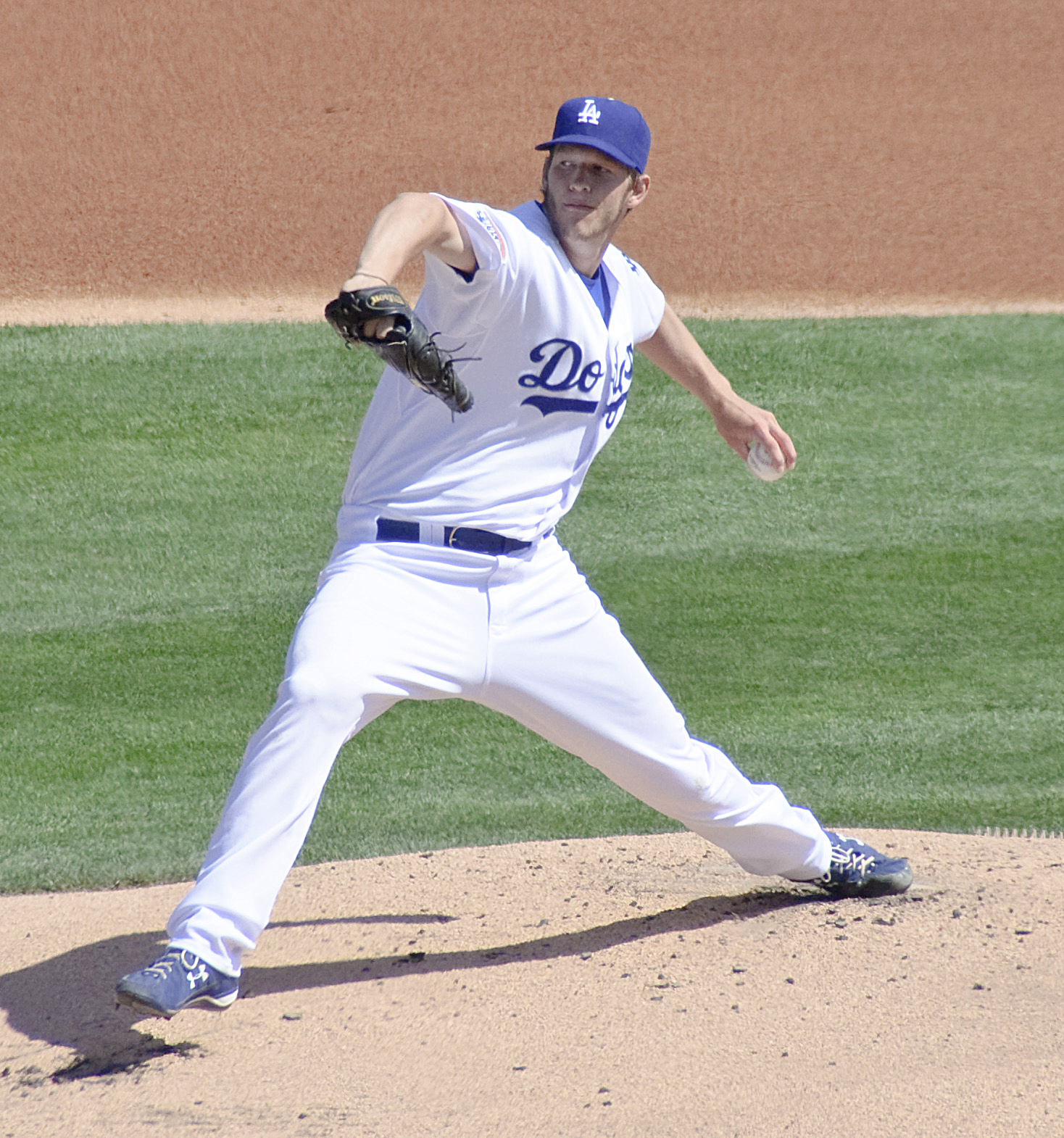
Clayton Kershaw otrzymał nagrodę w 2012 roku.

| # | Członek Galerii Sław Baseballu |

| Rok  | Zawodnik          | Klub                  | Liga     | Pozycja           |
| ---- | ----------------- | --------------------- | -------- | ----------------- |
| 1971 | Willie Mays #     | San Francisco Giants  | National | zapolowy          |
| 1972 | Brooks Robinson # | Baltimore Orioles     | American | trzeciobazowy     |
| 1973 | Al Kaline #       | Detroit Tigers        | American | zapolowy          |
| 1974 | Willie Stargell # | Pittsburgh Pirates    | National | zapolowy          |
| 1975 | Lou Brock #       | St. Louis Cardinals   | National | zapolowy          |
| 1976 | Pete Rose         | Cincinnati Reds       | National | trzeciobazowy     |
| 1977 | Rod Carew #       | Minnesota Twins       | American | pierwszobazowy    |
| 1978 | Greg Luzinski     | Philadelphia Phillies | National | zapolowy          |
| 1979 | Andre Thornton    | Cleveland Indians     | American | pierwszobazowy    |
| 1980 | Phil Niekro #     | Atlanta Braves        | National | miotacz           |
| 1981 | Steve Garvey      | Los Angeles Dodgers   | National | pierwszobazowy    |
| 1982 | Ken Singleton     | Baltimore Orioles     | American | designated hitter |
| 1983 | Cecil Cooper      | Milwaukee Brewers     | American | pierwszobazowy    |
| 1984 | Ron Guidry        | New York Yankees      | American | miotacz           |
| 1985 | Don Baylor        | New York Yankees      | American | designated hitter |
| 1986 | Garry Maddox      | Philadelphia Phillies | National | zapolowy          |
| 1987 | Rick Sutcliffe    | Chicago Cubs          | National | miotacz           |
| 1988 | Dale Murphy       | Atlanta Braves        | National | zapolowy          |
| 1989 | Gary Carter #     | New York Mets         | National | łapacz            |
| 1990 | Dave Stewart      | Oakland Athletics     | American | miotacz           |
| 1991 | Harold Reynolds   | Seattle Mariners      | American | drugobazowy       |
| 1992 | Cal Ripken Jr. #  | Baltimore Orioles     | American | łącznik           |
| 1993 | Barry Larkin #    | Cincinnati Reds       | National | łącznik           |
| 1994 | Dave Winfield #   | Minnesota Twins       | American | designated hitter |
| 1995 | Ozzie Smith #     | St. Louis Cardinals   | National | łącznik           |
| 1996 | Kirby Puckett #   | Minnesota Twins       | American | zapolowy          |
| 1997 | Eric Davis        | Baltimore Orioles     | American | zapolowy          |
| 1998 | Sammy Sosa        | Chicago Cubs          | National | zapolowy          |
| 1999 | Tony Gwynn #      | San Diego Padres      | National | zapolowy          |
| 2000 | Al Leiter         | New York Mets         | National | miotacz           |
| 2001 | Curt Schilling    | Arizona Diamondbacks  | National | miotacz           |
| 2002 | Jim Thome #       | Cleveland Indians     | American | pierwszobazowy    |
| 2003 | Jamie Moyer       | Seattle Mariners      | American | miotacz           |
| 2004 | Edgar Martínez #  | Seattle Mariners      | American | designated hitter |
| 2005 | John Smoltz #     | Atlanta Braves        | National | miotacz           |
| 2006 | Carlos Delgado    | New York Mets         | National | pierwszobazowy    |
| 2007 | Craig Biggio #    | Houston Astros        | National | drugobazowy       |
| 2008 | Albert Pujols     | St. Louis Cardinals   | National | pierwszobazowy    |
| 2009 | Derek Jeter       | New York Yankees      | American | łącznik           |
| 2010 | Tim Wakefield     | Boston Red Sox        | American | miotacz           |
| 2011 | David Ortiz       | Boston Red Sox        | American | designated hitter |
| 2012 | Clayton Kershaw   | Los Angeles Dodgers   | National | miotacz           |
| 2014 | Paul Konerko      | Chicago White Sox     | American | pierwszobazowy    |
| 2014 | Jimmy Rollins     | Philadelphia Phillies | National | łącznik           |
| 2015 | Andrew McCutchen  | Pittsburgh Pirates    | National | zapolowy          |
| 2016 | Curtis Granderson | New York Mets         | National | zapolowy          |
| 2017 | Anthony Rizzo     | Chicago Cubs          | National | pierwszobazowy    |
| 2018 | Yadier Molina     | St. Louis Cardinals   | National | łapacz            |
| 2019 | Carlos Carrasco   | Cleveland Indians     | American | miotacz           |